# Nyctiphrynus
Nyctiphrynus là một chi chim trong họ Caprimulgidae.

## Các loài
- Nyctiphrynus rosenbergi
- Nyctiphrynus mcleodii
- Nyctiphrynus yucatanicus
- Nyctiphrynus ocellatus